# Halle Freyssinet
Pour les articles homonymes, voir Freyssinet.
La halle Freyssinet est un bâtiment ferroviaire français construit dans les années 1920 qui a abrité jusqu'en 2006 les messageries de la gare d'Austerlitz. Son entrée est située au 5 parvis Alan-Turing, via la rue Eugène-Freyssinet située au niveau du 55 boulevard Vincent-Auriol, dans le 13e arrondissement de Paris. 
Elle a subi d'importants travaux de transformation, en vue d'accueillir en juillet 2017 des entreprises du secteur du numérique dans un espace de travail partagé, sous le nom de Station F. Un restaurant y est aussi implanté.
Il existe une halle du même type construite en 1928 par le même architecte près de la gare d'Amiens. Longtemps appelée Halle Sernam pendant son exploitation par la SNCF, elle a pris le nom de Halle Freyssinet depuis son rachat par Amiens Métropole. En cours de réhabilitation (2022-2024), elle est destinée à être affectée à des activités évènementielles culturelles ou privées, à des pratiques sportives et à des espaces commerciaux dédiés à l'hôtellerie et à la restauration. La Halle Freyssinet est intégrée au sein du nouveau quartier Gare la Vallée (2022-2028) en cours d'aménagement à l'emplacement d'anciennes friches industrielles et commerciales.

## Situation et accès
Ce site est desservi par la ligne ligne 6 à la station Chevaleret et la ligne ligne 14 à la station Bibliothèque François-Mitterrand.

## Historique

### Description

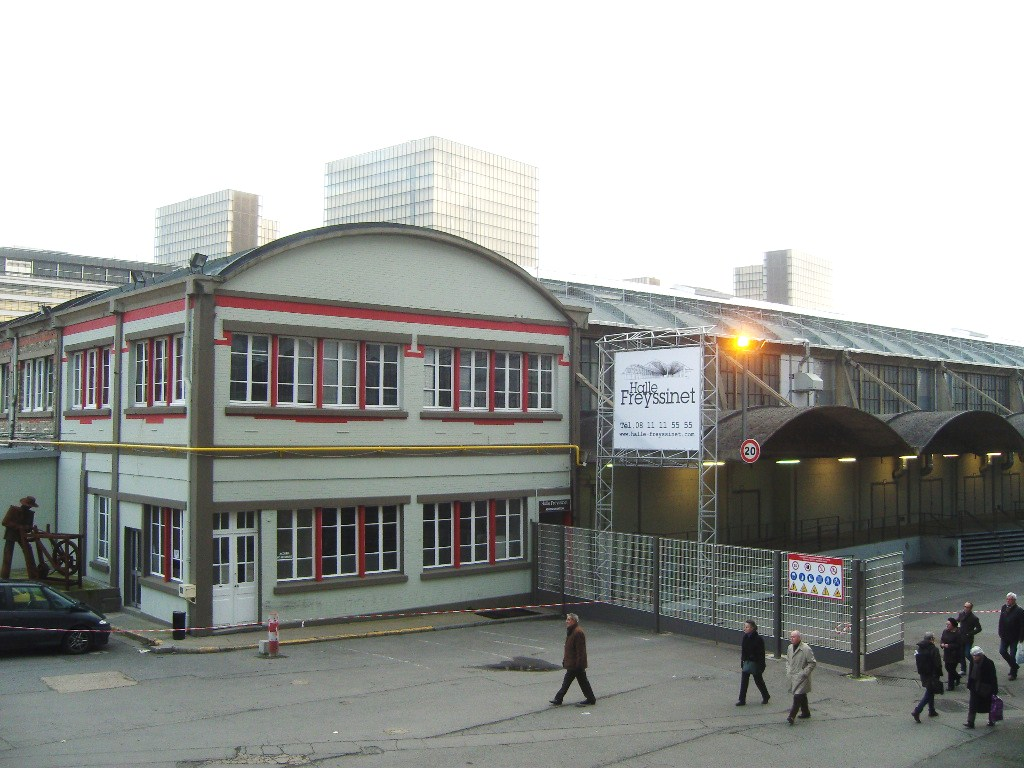
La halle, côté entrée.

La halle de messagerie de fret a été construite entre 1927 et 1929, le long des voies ferrées connectées à la gare d’Austerlitz. Elle tient son nom d’Eugène Freyssinet, l’ingénieur qui l’a conçue.
La halle comprend trois nefs et des auvents de part et d'autre. La partie centrale de la nef nord qui longe les voies ferrées a été surélevée pour pouvoir y installer des bureaux. Cinq voies ferrées étaient installées dans la halle.
- Longueur : 310 m ;
- Largeur maximale : 72 m (elle diminue côté sud-est).

### Définition du programme
Face à l'augmentation du trafic de fret, la Compagnie du Paris-Orléans envisage dès 1913 la construction d'une nouvelle halle. La Première Guerre mondiale ayant arrêté tout projet, les réflexions reprennent en 1920.
La direction de la Compagnie confie, entre 1924 et 1927, l'étude du programme de cette nouvelle messagerie à deux services internes, le bureau d'études et le service de l'exploitation :
- le bureau d'études conçoit des quais protégés par des auvents pour couvrir les opérations de transbordement entre les trains et les camions ;
- le service d'exploitation prévoit une halle à trois nefs suffisamment haute pour permettre la réalisation d'un étage supplémentaire pour faire face à une hausse éventuelle du trafic et sur une partie de la nef nord une surélévation est prévue pour un second étage pour le stockage des petits colis. Dans la nef centrale qui doit recevoir trois voies de chemin de fer, l'ingénieur Victor Sabouret qui défend ce projet, a prévu la possibilité de monter un pont roulant pour permettre une distribution mécanisée des colis. Des auvents extérieurs protégeaient les trains qui arrivaient sur les voies situées de part et d'autre de la halle.

C'est finalement cette dernière solution qui a été choisie par la direction de la Compagnie qui y voyait une possibilité d'améliorer la productivité des opérations de transbordement mais en remettant à plus tard la réalisation des planchers intermédiaires et du pont roulant. Le concours d'appel d'offres des entreprises est lancé au début de 1927. Il est remporté par l'entreprise Limousin dont le directeur technique est Eugène Freyssinet.

### L'œuvre d'Eugène Freyssinet
Eugène Freyssinet a choisi une structure d'une extrême légèreté en adoptant des voûtes cylindriques minces de 7 cm d'épaisseur pour les trois nefs éclairées par des lanterneaux et supportées par des poteaux placés tous les 10,25 m dans le sens longitudinal. Les portées des voiles sont les suivantes :
- nef sud (côté arrivée) : 16,20 m ;
- nef centrale : 25 m ;
- nef nord (côté départ) : 18 m.

Les auvents côté sud ont une portée de 8,30 m et une épaisseur de 6 cm. Ceux du côté nord sont plus courts (4,50 m). La structure se décompose en travées marquées par les hautes piles pyramidales. Les poussées des voûtes sont reprises par des tirants placés au droit des poteaux. Ils sont horizontaux pour ceux des nefs et inclinés pour la reprise des efforts des auvents. L'extrémité du côté ouest se termine par un bâtiment administratif de deux étages, voûté, disposé perpendiculairement à la halle.
La finesse et la qualité des voûtes des trois nefs donnent une grande élégance à ce bâtiment industriel reprenant un principe constructif pouvant se rapprocher de celui des églises-halles. Les auvents en voûtes cylindriques animent les longues façades nord et sud. La qualité des travaux de l'entreprise Limousin et l'utilisation de la vibration, mise au point par Freyssinet, pour la mise en place du béton, et diminuer sa porosité, ont permis de maintenir ce bâtiment dans un état de conservation remarquable.
On peut leur appliquer ce que Siegfried Giedion écrivait sur les voûtes du hangar d'Orly construites par Eugène Freyssinet :

« On peut facilement établir une filiation entre les arcs, d'une gracilité confinant à la fragilité, du chœur de Beauvais… »

La halle a été mise en service le 19 mars 1929.

### Réception du bâtiment
Dès sa réalisation, le bâtiment a été le sujet d'articles dans la presse spécialisée montrant sa grande qualité technique et architecturale dans sa réponse au programme de la Compagnie.
En juillet 1929, la municipalité de Nantes se rapproche de l'entreprise Limousin pour l'étude d'un marché couvert utilisant les mêmes techniques. Ce marché est réalisé en 1936.
En 1930, c'est le génie militaire qui s'y intéresse pour des applications dans ses propres constructions.
Le projet est présenté par la Compagnie Paris-Orléans dans le Bulletin de l'association internationale du Congrès des chemins de fer en 1929 et mentionne la technique des tirants prétendus utilisés pour les auvents.
L'ouvrage est mentionné comme ouvrage de référence dans le Cours de béton armé de l'École des travaux publics publié en 1943.

### Modification de l'affectation

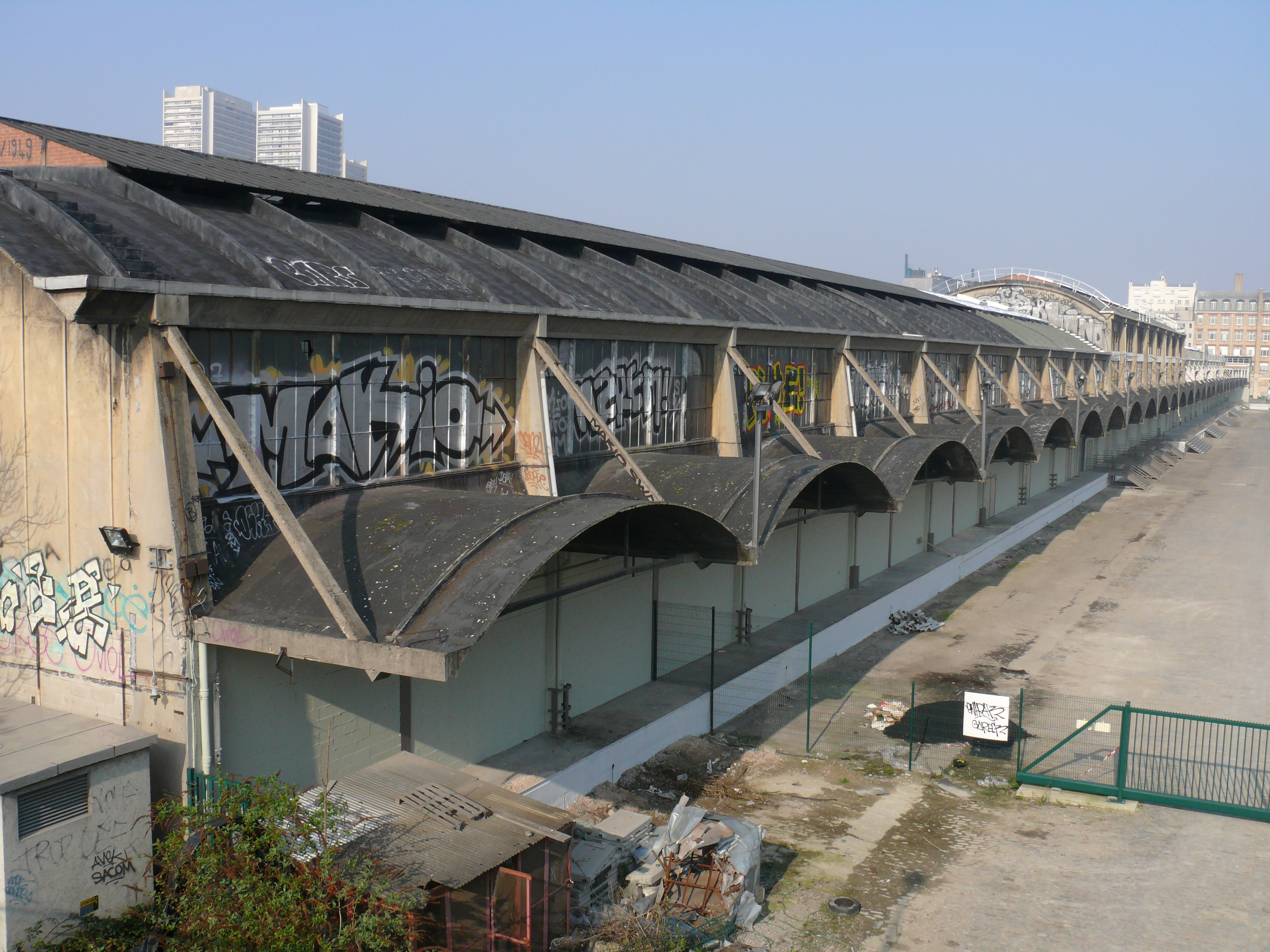
Les auvents de la halle du côté des voies ferrées de Paris-Austerlitz (côté nord).

La halle Freyssinet a été exploitée par le Sernam jusqu’en 2006 puis laissée à l’abandon, d’où un certain nombre de dégradations, tels que graffitis, vitres cassées, etc. La SNCF n'ayant plus l'utilité de cette halle souhaitait s'en séparer. Prise dans le projet de Paris Rive Gauche, l'aménageur de la ZAC, la SEMAPA a d'abord eu la tentation de la démolir totalement ou partiellement pour utiliser le terrain ainsi libéré.
Plusieurs associations de défense du patrimoine (notamment Paris historique, la SPPEF devenue depuis Sites & Monuments et SOS Paris) et professionnelles (Cimbeton et Les amis de Freyssinet), ont réussi à convaincre (y compris dans leurs revues telle que Paris historique et Sites et monuments) les responsables au sein de l'État du caractère innovant de cette construction et de l'intérêt de la préserver pour les générations futures.
Par ailleurs, l'intérêt de la halle avait été rappelé à plusieurs reprises par les associations SPPEF (représentée par Philippe Moris et Vincent Lidsky) et SOS Paris (par Odile Stassinet), dans le cadre de la concertation que la SEMAPA avait dû mettre en place à la demande des commissaires-enquêteurs sur le projet d'aménagement Paris Rive Gauche, à partir de 1997. La présidence en avait été confiée au préfet G. Carrère ("garant"). Comme souvent lorsque l'avenir d'un bâtiment est incertain et menacé, l'état d'abandon de la halle ne plaidait pas vraiment en faveur de la conservation de l'édifice (apparence grise, saleté, absence d'entretien...). 
Puis l'établissement public pour le palais de Justice de Paris qui était à la recherche d'un site s'intéresse à la halle pour y loger le nouveau tribunal de grande instance. Pour cela il lance un concours international d'architecture en juillet 2006. Il reçoit 275 projets de 34 pays en octobre 2006 dont les meilleurs ont été présentés à la Cité de l'architecture et du patrimoine au Palais de Chaillot. Cette possibilité de réutilisation n'ayant pu aboutir, l'intérêt exprimé par la communauté architecturale internationale a amené l'aménageur à reconsidérer l'avenir de la halle.
En 2011, elle est exploitée par un groupe d’évènementiel Bernard Jaulin qui a obtenu un bail de 5 ans auprès de la SNCF, propriétaire des locauxet qui décide d'aider à la sauver en médiatisant la halle au travers d'évènements importants qui donnent une visibilité à cette belle endormie. Celui-ci y effectue des travaux importants de rénovation afin de conserver le bâtiment pour accueillir le public et sauvegarder le corps du batiment qui commence à être abîmé (infiltration d'eau..). De nombreux défilés de la Fashion week pour des marques majeurs y sont organisés ainsi que ne nombreux évènements ou spectacles.
Le chantier de la ZAC Paris Rive Gauche lui a fait perdre définitivement sa vocation ferroviaire.
Bâtiment bas à côté des voies ferrées de la ligne partant de la gare Paris-Austerlitz, il se trouve face à des projets d'ouvrages construits au-dessus d'une dalle de couverture des voies ferrées.
L'avenir du bâtiment se joue en 2011, car la SNCF a déposé un permis de démolir limité au 15 décembre, mais le préfet a décidé de prolonger ce permis à démolir. Si le principe de sa protection au titre des monuments historiques a été préconisé par la commission régionale des monuments historiques en 2011, l'étendue de la protection à la totalité de l'édifice n'est pas encore entérinée par la préfecture de région. La Ville de Paris soutient un programme d'aménagement de l'îlot impliquant une démolition partielle de la halle, à ses deux extrémités.
Le 23 février 2012, sous la pression de nombreuses associations et du travail de Bernard Jaulin, la halle Freyssinet a été inscrite au titre des monuments historiques dans son intégralité, à l'exclusion des bâtiments de bureaux situés au nord-ouest,,,. En juin 2012, Bertrand Delanoë, maire de Paris, fait une demande de désinscription pour ce bâtiment.

### Station F
Station F est un incubateur d'entreprises du secteur numérique, inauguré le 29 juin 2017, réparti sur un campus de 34 000 mètres carrés et situé dans la Halle Freyssinet, à Paris. Cet incubateur est créé par Xavier Niel et dirigé par Roxanne Varza. Il s'agit du plus grand incubateur d'entreprises au monde.